# Cuzco (stacja metra)
Cuzco – stacja metra w Madrycie, na linii 10. Znajduje się pomiędzy dzielnicami Tetuán i Chamartín, w Madrycie i zlokalizowana jest pomiędzy stacjami Plaza de Castilla i Santiago Bernabeu. Została otwarta 10 czerwca 1982.